# Risqué
Risqué är ett musikalbum av Chic som lanserades på Atlantic Records i juli 1979. Det var gruppens tredje studioalbum och innehöll hitsinglarna "Good Times" (Billboardetta), "My Forbidden Lover" och "My Feet Keep Dancing". Alla tre var typiska discolåtar, men på albumet finns också två soulballader med, "A Warm Summer Night" och "Will You Cry (When You Hear This Song)". Alla albumets låtar komponerades och producerades av Nile Rodgers och Bernard Edwards.
1991 gavs albumet ut på CD för första gången och 2011 släpptes en nymixad utgåva av albumet 

## Låtlista
1. "Good Times"  – 8:08
2. "A Warm Summer Night" – 6:10
3. "My Feet Keep Dancing" – 6:38
4. "My Forbidden Lover" – 4:39
5. "Can't Stand to Love You"  – 2:56
6. "Will You Cry (When You Hear This Song)"  – 4:06
7. "What About Me?" – 4:09

## Listplaceringar
- Billboard 200, USA: #5[1]
- RPM, Kanada: #15[2]
- UK Albums Chart, Storbritannien: #29[3]
- Topplistan, Sverige: #37[4]